# Flor y canela
Flor y canela es una telenovela mexicana producida por Eugenio Cobo para la cadena Televisa en 1988. Basada en Marianela obra del escritor español Benito Pérez Galdós.
Protagonizada por Mariana Garza, Daniela Leites, Ernesto Laguardia, Edith González y Ari Telch (cabe destacar que Garza dejó la producción a partir del episodio 13 siendo sustituida por Leites) y con la participación antagónica de la primera actriz Mónica Miguel.

## Argumento
En los años 40, en un pueblito minero mexicano vive María de la Canela apodada Marianela. Esta huerfanita sucia y desarrapada es despreciada por los aldeanos que ven en ella rasgos de la locura heredada de su madre, que se suicidó lanzándose por una quebrada. A aquel lugar acude Marianela en busca de los consejos del fantasma de su madre. El único ser cariñoso con la mendiga es Pablo, un chico rico pero ciego a quien Marianela sirve de lazarillo.
Imposibilitado de verla, Pablo se crea una imagen de su guía como una mujer hermosa y no permite que nadie le diga lo contrario. El padre de Pablo arregla el matrimonio de su hijo con Florentina, la hija del notario del pueblo. Tomás, un conocido oftalmólogo aconseja que Pablo que vaya a los Estados Unidos a operarse. Se decide que la boda se celebrará después de la operación. Cuando Pablo regresa, ya curado, se horroriza al ver el verdadero aspecto de Marianela, y prefiere a Florentina que corresponde a su ideal de belleza femenina. Sin embargo, Florentina se ha enamorado de Carlos, un ingeniero de minas casado con una mujer frívola. 
La desesperada Marianela intenta suicidarse, pero es rescatada por Tomás, quien se enamorará de ella.

## Elenco
- Mariana Garza - Marianela Fonseca (#1)
- Daniela Leites - Marianela Fonseca (#2)
- Ernesto Laguardia - Pablo Dávila
- Ari Telch - Tomás García
- Edith González - Florentina Gómez
- Edgardo Gazcón - Carlos
- Salvador Sánchez - Sinforoso
- Guillermo Murray - Francisco
- Óscar Morelli - Manuel
- Aurora Molina - Dorotea
- Ricardo de Loera - Remigio
- Mónica Miguel - Ana
- Rosita Pelayo - Juana
- Miguel Córcega - El Galán
- Adalberto Parra - Atanasio
- Rosario Zúñiga - Josefa
- Christian Ramírez - Felipín
- Marta Resnikoff - Florence
- Irlanda Mora - Trudy
- Isabel Andrade - Paca
- Aurora Cortés
- Germán Bernal
- Cecilia Gabriela
- José Elías Moreno

## Equipo de producción
- Basada en la obra de: Benito Pérez Galdós
- Versión libre: Teresa Calderón
- Asesoría literaria: Marissa Garrido
- Tema musical: Flor y canela
- Autor: Rubén Zepeda
- Escenografía: Antonio Novaro
- Ambientación: Ana Elena Navarro
- Diseño de vestuario: Alejandro Gastelum
- Coordinación de producción: Rossana Ruiz
- Directores adjuntos: Aurora Molina, Salvador Sánchez
- Director de cámaras: Alejandro Frutos
- Director de escena: Luis Vélez
- Productor: Eugenio Cobo

## Premios

### Premios TVyNovelas 1989
| Categoría         | Nominado          | Resultado |
| ----------------- | ----------------- | --------- |
| Mejor actor joven | Ernesto Laguardia | Ganador   |

## Versiones
- El productor Ernesto Alonso realizó en 1961 una versión de esta historia con el título original, Marianela, producida para Telesistema Mexicano y protagonizada por Magda Guzmán como Marianela y Narciso Busquets como Pablo.
- La historia volvió a realizarse en formato miniserie en 1993. Fue producida por Jorge Lozano Soriano y protagonizada por Mariana Garza como Marianela y Fernando Colunga como Pablo.